# Pedro Ayres Magalhães

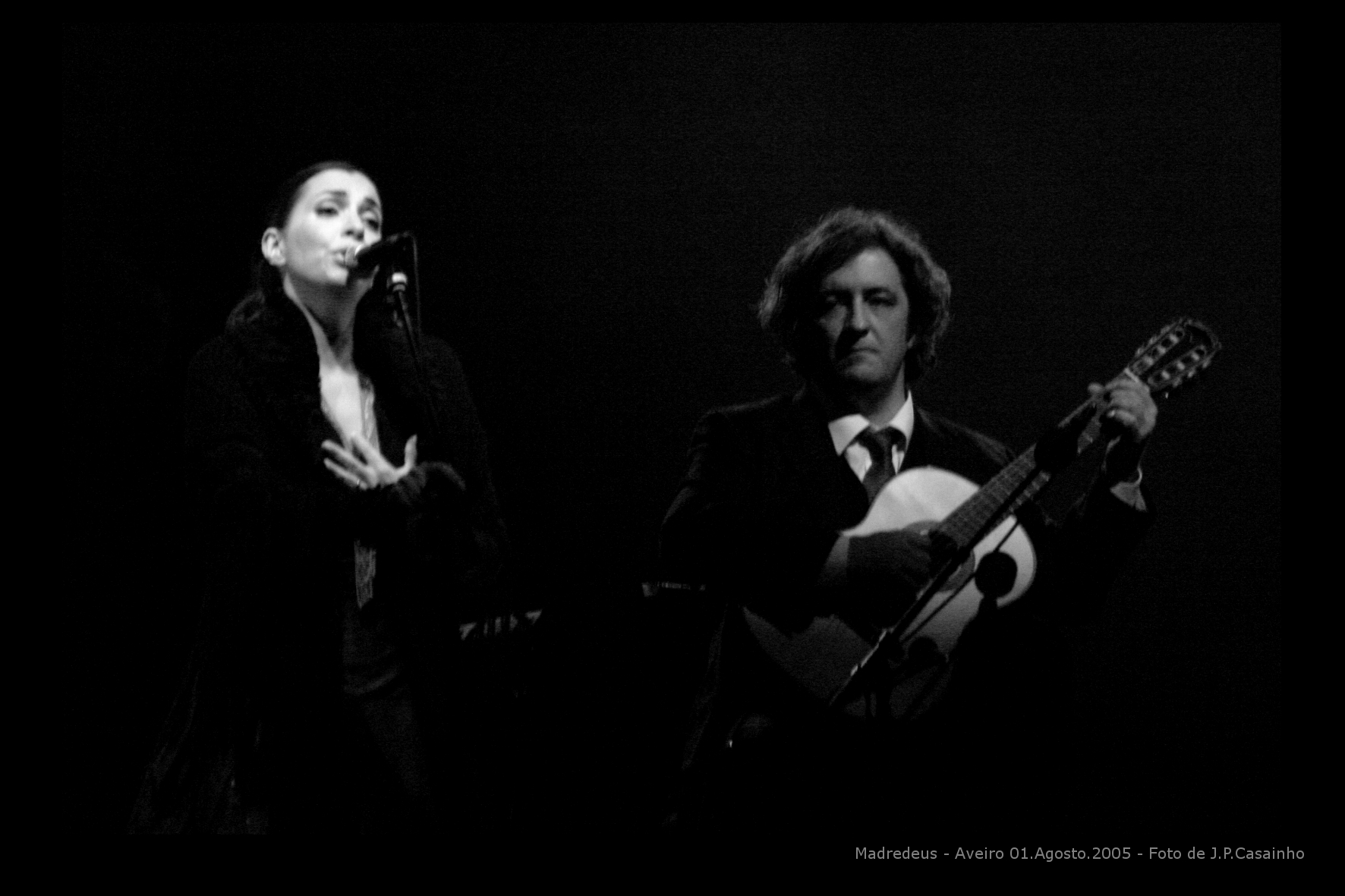
Pedro Ayres Magalhães y Teresa Salgueiro en concierto con Madredeus.

Pedro Ayres Magalhães es un guitarrista y compositor portugués y uno de los fundadores del grupo musical Madredeus.

## Biografía
En la década de los 70, Pedro Ayres Magalhães comenzó siendo bajista, primero en los Faíscas, considerado como el primer grupo de punk rock portugués y después en el Corpo Diplomático; con el final de este último, Pedro Ayres Magalhães junto con otros componentes del Corpo Diplomático crea los Heróis do Mar, proyecto bastante diferente de los anteriores, ya que está más dirigido a la música pop.
Fundó Madredeus con Rodrigo Leão, venido de la Sétima Legião y fue uno de los impulsores del proyecto Resistência, donde participarán entre otros, Tim de los Xutos & Pontapés, Olavo Bilac de los Santos & Pecadores y Miguel Ângelo de los Delfins.
En 1982 creó la Fundação Atlântica, donde fue director musical, junto con Miguel Esteves Cardoso, editora que produjo discos de Anamar y de los Delfins con quien llegó a tocar.

## Actor y compositor
Como actor participó en 3 películas: Lejos (1988), De una vez por todas (1986) y Lisbon Story; como compositor participó en Lejos (1988), La ventana no es un paisaje (1997) y La ventana (2001). En los Globos de Oro de 1997 y 2002, recibió el premio para el mejor grupo.